# Ida Njåtun
Ida Njåtun (Asker, 6 februari 1991) is een voormalig Noors langebaanschaatsster.

## Biografie

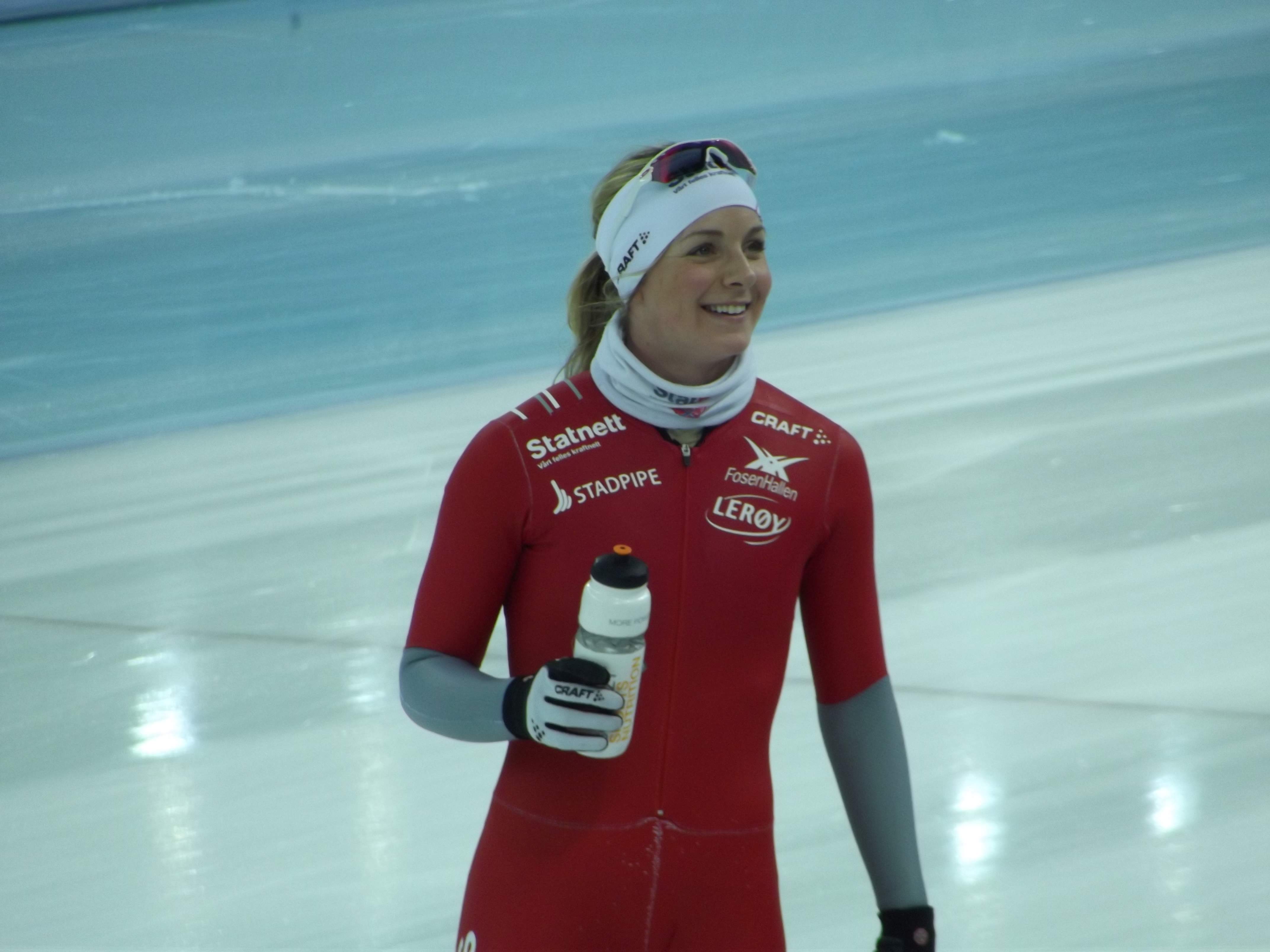
Ida Njåtun tijdens de WK afstanden 2013

Bij de wereldbeker voor junioren in seizoen 2009/2010 debuteerde Njåtun als 17-jarige op een internationale wedstrijd onder leiding van coach Jarle Pedersen en eindigde ze als 2e op de 1000 meter en 3e op de 1500 meter en 3000 meter.
Op 19 november 2010 pakte ze tijdens de ISU World Cup in Berlijn verrassend zilver op de 1500 meter, achter Christine Nesbitt. Voor het WK allround van 2013 in Hamar heeft Anders Njåtun, haar broer, een nummer gecomponeerd en uitgevoerd; For The Champions.
Tijdens het WK allround in Calgary reed Njåtun op 8 maart 2015 een scherp nationaal record op de 1500 meter; een afstand die ze ook won. Mede daardoor wist ze in het eindklassement de derde plek te behalen; de laatste die dit ook lukte was Bjørg Eva Jensen in 1980. Richting seizoen 2016/2017 ging ze samen trainen met Team JustLease.nl van kopvrouw Ireen Wüst en besloot ze de laatste maand van 2016 in een warmer oord te trainen waarmee Njåtun haar nationale allroundtitel, die ze al vier keer op rij won, niet zal verdedigen.

## Persoonlijke records
| Afstand    | Tijd    | Datum            | Baan           |
| ---------- | ------- | ---------------- | -------------- |
| 500 meter  | 38,69   | 2 maart 2019     | Calgary        |
| 1000 meter | 1.14,37 | 14 november 2015 | Calgary        |
| 1500 meter | 1.52,71 | 8 maart 2015     | Calgary        |
| 3000 meter | 4.01,47 | 15 november 2013 | Salt Lake City |
| 5000 meter | 7.04,00 | 8 maart 2015     | Calgary        |

## Resultaten
| Jaar | NK Afstanden                              | NK Sprint | NK Allround       | EK Allround             | WK Allround            | WK Sprint                | WK afstanden                                                | Olympische Spelen                                | WK Junioren                                                            | Wereldbeker                                      |
| ---- | ----------------------------------------- | --------- | ----------------- | ----------------------- | ---------------------- | ------------------------ | ----------------------------------------------------------- | ------------------------------------------------ | ---------------------------------------------------------------------- | ------------------------------------------------ |
| 2008 | 7e 500 m · 4e 1000 m · 5e 1500 m · 3000 m |           | · (, , 4e)        |                         |                        |                          |                                                             |                                                  | 23e 500 m 23e 1000 m 22e 1500 m 16e 3000 m 21e allround                |                                                  |
| 2009 | 500 m · 1000 m · 4e 1500 m · 3000 m       |           |                   |                         |                        |                          |                                                             |                                                  | 18e 500 m 9e 1000 m 15e 1500 m 9e 3000 m 10e allround 9e achtervolging |                                                  |
| 2010 | 500 m · 1000 m · 1500 m · 3000 m          |           |                   | NC17 (8e, 21e, 14e, -)  |                        |                          |                                                             |                                                  | 16e 500 m 6e 1000 m 6e 1500 m 6e 3000 m 5e allround 13e achtervolging  | 39e 1500 m                                       |
| 2011 | 500 m · 1000 m · 1500 m · 3000 m · 5000 m |           | · (, )            | 8e (9e, 10e, 12e, 9e)   | NC14 (11e, 13e, 9e, -) |                          | 12e 1000 m 6e 1500 m 11e 3000 m 16e 5000 m 5e achtervolging |                                                  |                                                                        | 18e 1000 m 7e 1500 m 11e 3/5 km 3e achtervolging |
| 2012 | 500 m · 1000 m · 1500 m · 3000 m          |           | NS3 · (16e, , NS) | NC14 (7e, 17e, 12e, -)  | 7e (7e, 8e, 5e, 10e)   |                          | 18e 1000 m 16e 1500 m                                       |                                                  |                                                                        | 27e 1000 m 9e 1500 m 15e 3/5 km 9e achtervolging |
| 2013 | 500 m · 1500 m · 3000 m                   |           | · (, )            | 8e (9e, 7e, 4e, 8e)     | 5e · (9e, , 7e, 6e)    |                          | 12e 1500 m 14e 3000 m 6e achtervolging                      |                                                  |                                                                        | 12e 1500 m 13e 3/5 km 7e achtervolging           |
| 2014 | 500 m · 1000 m · 1500 m · 3000 m          |           | · (, )            | NC14 (10e, 15e, 10e, -) | NS2 (11e, NS)          |                          |                                                             | 17e 1000 m 12e 1500 m 6e 3000 m 7e achtervolging |                                                                        | 8e 1500 m 10e 3/5 km 8e achtervolging            |
| 2015 | 1000 m · 1500 m                           |           | · (, )            | 6e · (, 6e, , 7e)       | · (6e, 8e, , 4e)       |                          | 15e 1000 m 7e 1500 m 11e 3000 m                             |                                                  |                                                                        | 11e 1000 m 6e 1500 m 11e 3/5 km                  |
| 2016 | 1500 m                                    |           | · (, )            | 6e · (, 6e, , 7e)       | NC9 (8e, 9e, 8e, -)    |                          | 9e 1000 m 10e 1500 m                                        |                                                  |                                                                        | 12e 1000 m 5e 1500 m 13e 3/5 km                  |
| 2017 |                                           |           |                   | 8e (4e, 10e, 7e, 8e)    | NC9 · (, 13e, 8e, -)   |                          | 21e 1000m 16e 1500m                                         |                                                  |                                                                        | 0p 500m 25e 1000m 14e 1500m 21e 3/5 km           |
| 2018 |                                           |           |                   |                         | NC9 (6e, 13e, 8e, -)   |                          |                                                             | 27e 500m 10e 1000 m 7e 1500 m 12e 3000 m         |                                                                        | 0p 500m 13e 1000m 5e 1500m 24e 3/5 km            |
| 2019 |                                           |           |                   | NC10 (6e, 9e, 8e, -)    | NC10 (5e, 12e, 11e, -) |                          |                                                             |                                                  |                                                                        | 0p 500m 13e 1000m 10e 1500m 23e 3/5 km           |
| 2020 |                                           |           |                   |                         |                        | 19e (23e, 17e, 23e, 13e) |                                                             |                                                  |                                                                        | 53e 500m 31e 1000m 28e 1500m 48e 3/5 km          |
| 2021 |                                           |           |                   | NC11 (5e, 12e, 9e, -)   |                        |                          | 18e 1000m 20e 1500m 4e achtervolging                        |                                                  |                                                                        | 13 1000m 25e 1500m 29e 3/5 km                    |

NC = niet gekwalificeerd voor laatste afstand, NS3 = niet gestart op derde afstand

### Medaillespiegel
| Kampioenschap | Goud | Zilver | Brons |
| ------------- | ---- | ------ | ----- |
| NK Afstanden  | 16   | 9      | 2     |
| NK Allround   | 5    | 0      | 1     |
| WK Allround   | 0    | 0      | 1     |